# WWEファスト・レーン
ファスト・レーン（Fastlane）はアメリカのプロレス団体WWEが主催する、プロレス興行の名称。また、同興行を扱うPPVの名称である。今まで行われていたWWEエリミネーション・チェンバーに代わって2015年に新設された。ファスト・レーンは追越車線という意味である。

## 試合結果

### 第1回大会（2015年）WWE Fastlane 2015
- 開催日 : 2月22日
- 開催場所 : テネシー州メンフィスのフェデックス・フォーラム
- 観客動員数 : 16,548人
- 公式大会曲 : キッド・ロック - "Faster"

- 6人タッグチーム・マッチ -6 person Tag Team Match-

○オーソリティー(セス・ロリンズ&ケイン&ビッグ・ショー (w / ジェイミー・ノーブル&ジョーイ・マーキュリー)) vs エリック・ローワン&ドルフ・ジグラー&ライバック●
ケインがジグラーからフォール勝ち
- ○ゴールダスト vs スターダスト●

- WWEタッグ王座戦 -WWE Tag Team Championship-

●ウーソズ（ジミー・ウーソ＆ジェイ・ウーソ)(c) vs タイソン・キッド&セザーロ(w / ナタリヤ)○
タイソンがジミーからフォール勝ち
- ディーヴァズ王座戦 -WWE Divas Championship-

○ニッキー・ベラ(c)(w / ブリ―・ベラ) vs ペイジ●
- インターコンチネンタル王座戦 -WWE Intercontinental Championship-

○バッド・ニュース・バレット(c) vs ディーン・アンブローズ●
アンブローズがレフェリーの制止を無視し反則負け。
- ユナイテッドステイツ王座戦 -WWE United States Championship-

○ルセフ(c)(w / ラナ) vs ジョン・シナ●
レフェリーストップ（TKO判定）
- WWE世界ヘビー級王座第一挑戦者決定戦 -Match for the #1 contendership to the WWE World Heavyweight Championship-

○ロマン・レインズ vs ダニエル・ブライアン●

### 第2回大会（2016年）WWE Fastlane 2016
- 開催日 : 2月21日
- 開催場所 : オハイオ州クリーブランドのクイックン・ローンズ・アリーナ
- 観客動員数 : 14,446人
- 公式大会曲 : Will Roush - "Watch This"

- キックオフ・ショー/三本勝負形式ユナイテッドステイツ王座戦 -Kickoff show/Two out of Three Falls match for the WWE United States Championship-

○カリスト(c) vs アルベルト・デル・リオ●
デル・リオが1回のピンフォール勝ち、カリストが1回のピンフォール勝ちとデルリオの反則によってカリストの勝利
- ○ベッキー・リンチ&サーシャ・バンクス vs ナオミ&タミーナ●

- インターコンチネンタル王座戦 -WWE Intercontinental Championship-

○ケビン・オーエンズ(c) vs ドルフ・ジグラー●
- 6人タッグチーム・マッチ -6 person Tag Team match-

○ライバック&ビッグ・ショー&ケイン vs ワイアット・ファミリー(ルーク・ハーパー&エリック・ローワン&ブラウン・ストローマン)(w / ブレイ・ワイアット)●
- ディーヴァズ王座戦 -WWE Divas Championship-

○シャーロット(w / リック・フレアー)(c) vs ブリ―・ベラ●
- ○AJスタイルズ vs クリス・ジェリコ●

- ○カーティス・アクセル(w / ヒース・スレイター&ボー・ダラス&アダム・ローズ) vs Rトゥルース●

- トリプルスレット形式WWE世界ヘビー級王座第一挑戦者決定戦 -Triple Threat Match for the #1 Contender to the WWE World Heavyweight Championship-

○ロマン・レインズ vs ディーン・アンブローズ vs ブロック・レスナー(w / ポール・ヘイマン)

### 第3回大会 (2017年) WWE RAW's Fastlane 2017
- 開催日 : 3月5日
- 開催場所 : ウィスコンシン州ミルウォーキーのブラッドリー・センター
- ブランド : RAW
- 観客動員数 : 15,785人
- 公式大会曲 : Will Roush - "Watch This"
- キックオフ・ショー -Kickoff show-

◯リッチ・スワン&戸澤陽 vs ブライアン・ケンドリック&ノアム・ダー (w/アリシア・フォックス)●
- ◯サモア・ジョー vs サミ・ゼイン●

- WWE RAWタッグチーム王座戦 -WWE RAW Tag Team Championship-

◯ルーク・ギャローズ&カール・アンダーソン (c) vs エンツォ・アモーレ&ビッグ・キャス●
- ◯サーシャ・バンクス vs ナイア・ジャックス●

- ◯セザーロ vs ジンダー・マハル●

- ◯ビッグショー vs ルセフ (w/ラナ)●

- WWEクルーザー級王座戦 -WWE Cruiserweight Championship-

◯ネヴィル (c) vs ジャック・ギャラハー●
- ◯ロマン・レインズ vs ブラウン・ストローマン●

- WWE RAW女子王座戦 -WWE Raw Woman's Championship-

◯ベイリー (c) vs シャーロット・フレアー●
- WWEユニバーサル王座戦 -WWE Universal Championship-

●ケビン・オーエンズ (c) vs ゴールドバーグ○

### 第4回大会 (2018年) WWE SmackDown LIVE's Fastlane 2018
- 開催日 : 3月11日
- 開催場所 : オハイオ州コロンバスのネイションワイド・アリーナ
- ブランド : SmackDown LIVE
- 観客動員数 : 15,119人
- 公式大会曲 : SUR - "Lean Back"
- キックオフ・ショー -Kickoff Show-

○ブリーザンゴ（タイラー・ブリーズ&ファンダンゴ）&タイ・デリンジャー vs チャド・ゲイブル&シェルトン・ベンジャミン&モジョ・ローリー●
- ○中邑真輔 vs ルセフ(w / エイデン・イングリッシュ)●

- WWEユナイテッドステイツ王座戦 -WWE United States Championship-

●ボビー・ルード(c) vs ランディ・オートン○
- ○ナタリア&カーメラ vs ベッキー・リンチ&ナオミ●

- WWEスマックダウン タッグ王座戦 -WWE SmackDown Tag Team Championship-

ウーソズ(ジミー・ウーソ&ジェイ・ウーソ)(c) vs ニュー・デイ (コフィ・キングストン&エグゼビア・ウッズ)(w / ビッグ・E)
※ブラジオン・ブラザーズの乱入によりノーコンテスト。
- WWEスマックダウン女子王座戦 -WWE SmackDown Women's Championship-

○シャーロット・フレアー(c) vs ルビー・ライオット●
- 6パックチャレンジ形式WWE王座戦 -Six pack challenge for the WWE Championship-

○AJスタイルズ(c) vs ジョン・シナ vs バロン・コービン vs ドルフ・ジグラー vs サミ・ゼイン vs ケビン・オーエンズ●

### 第5回大会 (2019年) WWE Fastlane 2019
| No.                                                                             | 結果 | 試合形式                                                                                   | 時間  |
| ------------------------------------------------------------------------------- | --- | ------------------------------------------------------------------------------------------ | ----- |
| 1P                                                                              | ○ニュー・デイ (ビッグ・E & エグザビア・ウッズ) vs. ルセフ & 中邑真輔● (with ラナ)                                                                | タッグチームマッチ                                                                         | 13:20 |
| 2                                                                               | ○ウーソズ (ジェイ・ウーソ & ジミー・ウーソ) (c) vs. ザ・ミズ & シェイン・マクマホン●                                                             | WWEスマックダウンタッグ王座戦                                                              | 14:10 |
| 3                                                                               | ○アスカ (c) vs. マンディー・ローズ● (with ソーニャ・デヴィル)                                                                                    | WWEスマックダウン女子王座戦                                                                | 6:40  |
| 4                                                                               | ○ザ・バー (セザーロ & シェイマス) vs. コフィ・キングストン●                                                                                      | ハンディーキャップマッチ                                                                   | 5:15  |
| 5                                                                               | ○ザ・リバイバル (ダッシュ・ワイルダー & スコット・ドーソン) (c) vs. アリスター・ブラック & リコシェ vs. チャド・ゲイブル & ボビー・ルード●       | トリプルスレッド形式WWEロウタッグ王座戦                                                    | 10:15 |
| 6                                                                               | ○サモア・ジョー (c) vs. アンドラーデ (with ゼリーナ・ヴェガ) vs. R-トゥルース (with カーメラ) vs. レイ・ミステリオ●                              | フェイタル・フォー・ウェイ形式WWE US王座戦                                                 | 10:15 |
| 7                                                                               | ○ザ・ボス・アンド・ハグ・コネクション (ベイリー & サーシャ・バンクス) (c) vs. ナイア・ジャックス & タミーナ●                                     | WWE女子タッグ王座戦                                                                        | 7:05  |
| 8                                                                               | ○ダニエル・ブライアン (c) (with ローワン) vs. ケヴィン・オーウェンズ vs. ムスタファ・アリ●                                                       | トリプルスレッド形式WWE王座戦                                                              | 18:45 |
| 9                                                                               | ○ベッキー・リンチ vs. シャーロット・フレアー● - 反則裁定による決着                                                                               | シングルマッチ ベッキー・リンチ勝利: レッスルマニア35においてWWEロウ女子王座への挑戦権獲得 | 8:45  |
| 10                                                                              | ○ザ・シールド (ディーン・アンブローズ, ローマン・レインズ & セス・ロリンズ) vs. バロン・コービン, ボビー・ラシュリー & ドリュー・マッキンタイア● | 6人タッグチームマッチ                                                                      | 24:50 |
| - (c) – 試合開始時点でのチャンピオンを指す - P – プレショーで行われた試合を指す | |                                                                                            |       |

### 第6回大会 (2021年) WWE Fastlane 2021
| No.                                                                             | 結果 | 試合形式                                                     | 時間  |
| ------------------------------------------------------------------------------- | --- | ------------------------------------------------------------ | ----- |
| 1P                                                                              | ○リドル (c) vs. ムスタファ・アリ● (with メイス, レコニング, スラップジャック & T・バー)                     | WWE US王座戦                                                 | 9:16  |
| 2                                                                               | ○シェイナ・ベイズラー & ナイア・ジャックス (c) (with レジナルド) vs. サーシャ・バンクス & ビアンカ・ブレア● | WWE女子タッグ王座戦                                          | 9:45  |
| 3                                                                               | ○ビッグ・E (c) vs. アポロ・クルーズ●                                                                        | WWEインターコンチネンタル王座戦                              | 5:45  |
| 4                                                                               | ○ブラウン・ストローマン vs. アライアス● (with ジャクソン・ライカー)                                         | シングル戦                                                   | 3:50  |
| 5                                                                               | ○セス・ロリンズ vs. 中邑真輔●                                                                               | シングル戦                                                   | 12:55 |
| 6                                                                               | ○ドリュー・マッキンタイア vs. シェイマス●                                                                   | ノー・ホールズ・バード戦                                     | 19:40 |
| 7                                                                               | ○アレクサ・ブリス vs. ランディ・オートン●                                                                   | インタージェンダー戦                                         | 4:45  |
| 8                                                                               | ○ローマン・レインズ (c) (with ポール・ヘイマン) vs. ダニエル・ブライアン●                                   | WWEユニバーサル王座戦 スペシャル・ゲスト・レフェリー: エッジ | 30:00 |
| - (c) – 試合開始時点でのチャンピオンを指す - P – プレショーで行われた試合を指す | |                                                              |       |

### 第7回大会 (2023年) WWE Fastlane 2023
| No.                                        | 結果 | 試合形式                                         | 時間  |
| ------------------------------------------ | --- | ------------------------------------------------ | ----- |
| 1                                          | ●ザ・ジャッジメント・デイ (c) (フィン・ベイラー & ダミアン・プリースト) vs. コーディ・ローデス & ジェイ・ウーソ○                                                                                                 | WWE統一タッグ王座戦                              | 20:40 |
| 2                                          | ○カリート & ラティーノ・ワールド・オーダー (レイ・ミステリオ, サントス・エスコバー) (with ゼリーナ・ヴェガ) vs. ボビー・ラシュリー & ザ・ストリート・プロフィッツ● (アンジェロ・ドーキンス & モンテズ・フォード) | 6人タッグチーム戦                                | 10:00 |
| 3                                          | ○イヨ・スカイ (c) vs. アスカ vs. シャーロット・フレアー● | トリプルスレッド形式WWE女子王座戦                | 17:20 |
| 4                                          | ○ジョン・シナ & LA・ナイト vs. ザ・ブラッドライン● (ジミー・ウーソ & ソロ・シコア) (with ポール・ヘイマン) | タッグチーム戦                                   | 17:20 |
| 5                                          | ○セス・"フリーキン"・ロリンズ (c) vs. 中邑真輔● | ラストマン・スタンディング形式世界ヘビー級王座戦 | 28:25 |
| - (c) – 試合開始時点でのチャンピオンを指す | |                                                  |       |

## 参考資料
- 『週刊プロレス』2015年3月25日号 pp108 - 11掲載「WWEリポート『PPVファスト・レーン詳報』」

2015年の結果確認に使用